# Cyclocephalini

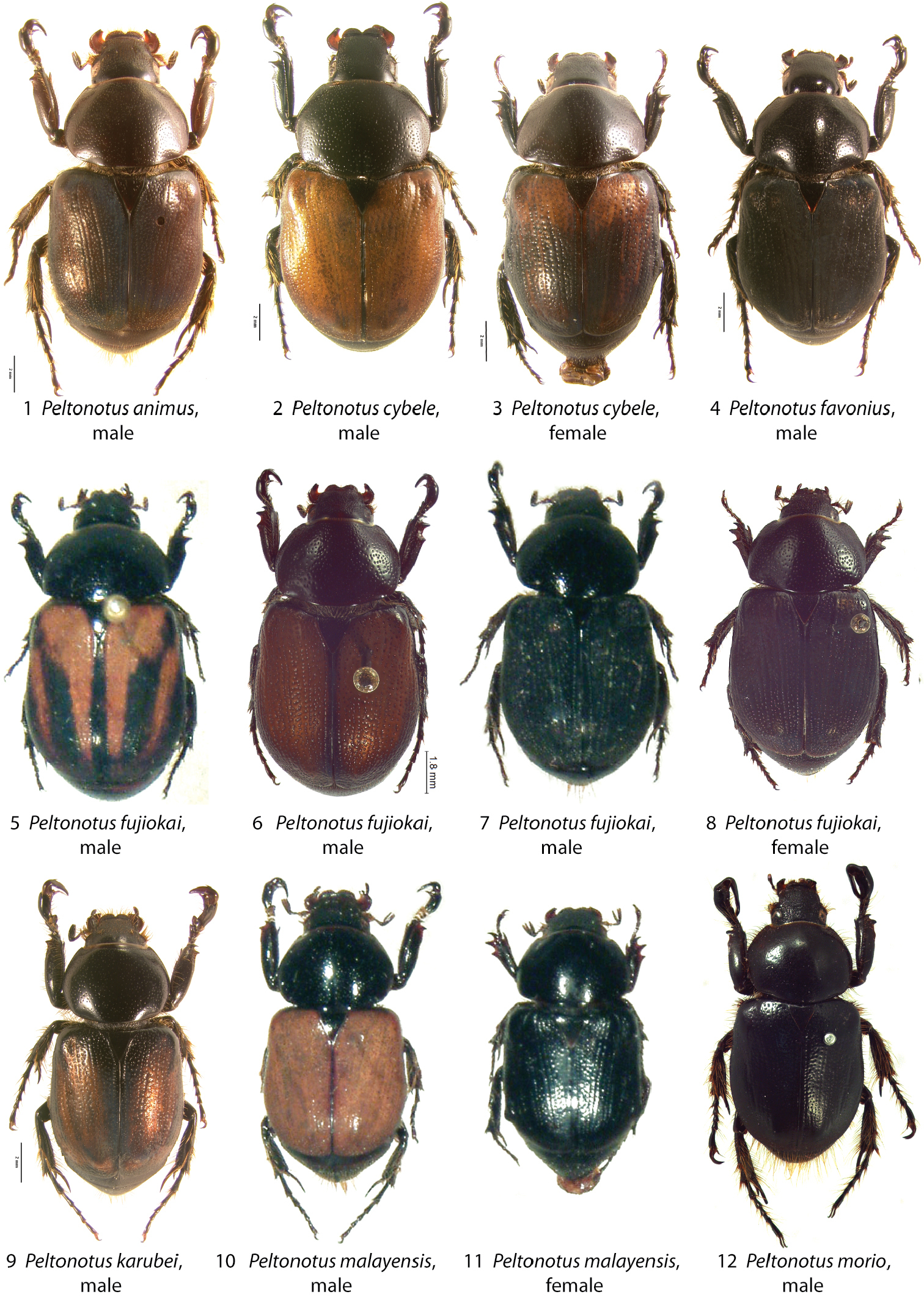
Różne gatunki z rodzaju Peltonotus

Cyclocephalini – plemię chrząszczy z rodziny poświętnikowatych i podrodziny rohatyńcowatych. Występują głównie w Nowym Świecie; tylko jeden rodzaj znany jest z Afryki.

## Morfologia
Dymorfizm płciowy jest u tych chrząszczy stosunkowo słabo zaznaczony. U obu płci brak zarówno na głowie jak i przedpleczu rogów, wyrostków, guzków i dołków. U samców niektórych gatunków z rodzaju Cyclocephala czułki zwieńczone są dłuższą buławką niż u samic. Narządy gębowe pozbawione są zębów czy płatów na bocznych krawędziach żuwaczek. Oczy złożone podzielone występem policzka zwanym canthus. Przedpiersie ma zwykle rzucający się w oczy wyrostek międzybiodrowy. Wszystkie pary odnóży mają walcowate stopy o pazurkach z dwoma szczecinkami na wierzchołku. W przypadku samców większości gatunków stopy przedniej pary odnóży są powiększone.
Larwami są pędraki o ciele wygiętym w kształt litery „C”. Ich szczęki mają żuwki zewnętrzną i wewnętrzną zrośnięte w malę. Na spodniej stronie żuwaczek leżą elementy aparatu strydulacyjnego.

## Taksonomia
Takson ten wprowadził w 1840 roku Francis de Laporte de Castelnau. Obejmuje 15 rodzajów.
- Acrobolbia Ohaus, 1912
- Ancognatha Erichson, 1847
- Arriguttia Martinez, 1968
- Aspidolea Bates, 1888
- Augoderia Burmeister, 1847
- Chalepides Casey, 1915
- Cyclocephala Dejean, 1821
- Dyscinetus Harold, 1869
- Erioscelis Burmeister, 1847
- Harposcelis Burmeister, 1847
- Mimeoma Casey, 1915
- Peltonotus Burmeister, 1847
- Ruteloryctes Arrow, 1908
- Stenocrates Burmeister, 1847
- Surutu Martinez, 1955